# كولن إدواردز
كولن إدواردز (بالإنجليزية: Colin Edwards)‏ هو لاعب كرة قدم غياني، ولد في 5 مايو 1991 في جورج تاون في غيانا، وتوفي في 16 فبراير 2013 بسبب حادث مرور. لعب مع كاليدونيا إي آي إي.

## وصلات خارجية
- كولن إدواردز على موقع الاتحاد الدولي (مؤرشف)  (الإنجليزية)
- كولن إدواردز على موقع قاعدة بيانات كرة القدم.إي يو (الإنجليزية)
- كولن إدواردز على موقع Soccerway.com (الإنجليزية)